# Nemanja Rnić
Nemanja Rnić (Beograd, Serbia, 30 de septiembre de 1984) es un futbolista serbio. Juega de defensor y su equipo actual es el Wolfsberger AC de la Bundesliga de Austria.

## Selección nacional
Ha sido internacional con la selección de Serbia en 3 ocasiones, una de ellas bajo el nombre de Serbia y Montenegro.

## Clubes
| Club                        | País    | Año           | PJ  | Goles |
| --------------------------- | ------- | ------------- | --- | ----- |
| Partizán de Belgrado        | Serbia  | 2003 - 2008   |     |       |
| R.S.C. Anderlecht           | Bélgica | 2008 - 2011   | 24  | 0     |
| Germinal Beerschot (cedido) | Bélgica | 2011          | 10  | 0     |
| Partizán de Belgrado        | Serbia  | 2011-2012     | 33  | 0     |
| FC Hoverla Uzhhorod         | Ucrania | 2013          | 13  | 0     |
| Wolfsberger AC              | Austria | 2013-presente | 149 | 3     |